# Martin Reimer
Martin Reimer (Friburgo in Brisgovia, 14 giugno 1987) è un ex ciclista su strada tedesco.

## Palmarès

### Strada
- 2008 (LKT Team Brandenburg, una vittoria)

Campionati tedeschi, Prova in linea Under-23
- 2009 (Cervélo TestTeam, una vittoria)

Campionati tedeschi, Prova in linea Elite

#### Altri successi
- 2006 (Dilettanti)

Classifica giovani Tour de Berlin

## Piazzamenti

### Classiche monumento
- Milano-Sanremo

2013: ritirato
- Giro delle Fiandre

2010: ritirato
2011: 132º
2014: ritirato
- Parigi-Roubaix

2010: ritirato
2011: fuori tempo massimo

### Competizioni mondiali
- Campionati del mondo

Varese 2008 - Gara in linea Under-23: ritirato
Mendrisio 2009 - Cronometro Under-23: 46º
Mendrisio 2009 - Gara in linea Under-23: ritirato